# Ferenczy György (zongoraművész)
Ferenczy György (Budapest, 1902. október 8. – Budapest, 1983. július 28.) zongoraművész, a Liszt Ferenc Zeneművészeti Főiskola Zongora tanszékének egykori vezetője. Érdemes művész.

## Pályája
Első tanára a Liszt Ferenc-tanítvány, Thomán István volt. A művészképzőt a Zeneakadémián, Dohnányi Ernőnél végezte. További posztgraduális tanulmányokat, elsősorban kamarazeneit, Weiner Leónál folytatott. Ferenczy a romantikusok, Chopin, Liszt, Schumann, Schubert avatott tolmácsolója volt, elsősorban kiváló Chopin-játékosként tartják számon. Másik kedvelt előadói területe a preklasszikusok (Scarlatti, Couperin stb.). Előadóművészetét sokan a 19. században eredeztetik, ő maga tudatosan vallotta magát Liszt kései tanítványának.
Füst Milán így ír róla: „…Ferenczy törvénnyé tudja tenni a szív szeszélyét, amin azt értem, hogy e szeszélyes mozgalmat olyan természetessé tudja tenni számunkra, mintha mi mindnyájan az idegérzékenységnek, és rebbenékenységnek, a hirtelen felfokozottságnak éppoly szenvedői volnánk, mint maga Chopin volt. Nyilván ezért illenek össze olyannyira Chopin és Ferenczy”. (Füst Milán: Ferenczy György művészete, Emlékezések és tanulmányok, Magvető, 1965).
Pernye András pedig ezt írja: „Ferenczy György hatása alól senki sem tudta kivonni magát. Van ebben a muzsikában valami muzeális. De nem szabad elfelejtenünk, hogy a múzeumban található tárgyak nagy része gyönyörű, és ezek közül a legszebbek mély nosztalgiát keltenek az elmúlt korok nagysága után. Ez a nosztalgia elengedhetetlenül hozzátartozik a mindennapi koncertélet lényegéhez, mert a többi között ennek tulajdonítható a régi nagy mesterek iránti tisztelet is. Ferenczy György a régi iskola erényeit, tudását, zeneszemléletét hozta vissza ma, amikor már úgy gondoltuk, hogy azok visszahozhatatlanul elmúltak, elenyésztek.” (Magyar Nemzet, 1968).
A két világháború között sokat koncertezett Európa különböző hangversenytermeiben, de a második világháborút követően csak az ötvenes évek végén jutott fellépési lehetőséghez. Ekkor már ritkábban lépett a dobogóra, viszont számos rádiófelvétel készült vele bel- és külföldön. Érdemes művész 1966-ban lett.

## Tanári életpálya (Cziffra György tanára)
Ferenczy György híres zongorapedagógus is, 1947-től a Liszt Ferenc Zeneakadémia tanára, 1957-től tanszékvezetője, később egyetemi tanára volt. Cziffra György (zongoraművész) újrafelfedezője és tanára. Ő indította el az akkor bárzongoristaként dolgozó Cziffrát a komolyzenei világhír felé. Élete végéig tartotta vele a kapcsolatot, többször vett részt Versailles-ban zsűri tagként a Cziffra tiszteletére rendezett zongoraversenyen.
Ferenczy tehetséges tanítványát, Iványi Klára zongoraművésznőt vette feleségül. Többször vezetett mesterkurzust Salzburgban. Egyik kedves és utolsó tanítványa, a lengyel száramazású Darska Izabella emlékére alapítványt tett.

## Egyéb tevékenységek

### Emlékirata(Pianoforte)
Ferenczy szellemes társasági ember volt, szívesen látott tagja különböző művésztársaságoknak. Rengeteg anekdotát tudott, és róla is sok anekdota keringett. Törzstagja volt a Fészek Művészklubnak és a híres művész kávéházaknak, így például a Japánnak, a New Yorknak. Bridzs Európa-bajnok is volt. Fontos tanúja volt korának. Közéleti ember volt abban az értelemben is, hogy nyílt szókimondása miatt többször szembekerült a hatalommal, így kétszer is zenei szilenciumra volt ítélve: az ötvenes években a Charta II. aláírásának idején.
Változatos életét idős korában memoárkötetben, a Pianofortéban örökítette meg, melyben egyúttal tanúságot tesz kiváló íráskészségéről. A Pianoforte posztumusz jelent meg 1989-ben, Kocsis Zoltán gondozásában, a Héttorony Kiadónál. Kocsis 1988-ban egy teljes hangversenyturnét abszolvált csak ennek a célnak az anyagi megvalósításáért. 1989-ben kilenc vezető hazai zongoraművész adott a Pesti Vigadóban közös hangversenyt Ferenczy tiszteletére és a Pianoforte megjelenése alkalmából.
A Pianofortéban Ferenczy, többek között, elmeséli, hogyan adott el a legendás zongoraművész Sauer Emil két jegyet a koncertjére, hogyan nyert Monte-Carlóban annyi pénzt, egyik hangversenye jövedelmét kockáztatva, hogy egy évig élt belőle Párizsban, hogyan adott tanácsot Karinthy Frigyesnek a Prológus írásánál, hogyan adott kesztyűben koncertet a világháború után a fűtetlen Vigadóban és hogyan állt meg kezében a konyakos pohár, amikor az egyik éjszakai presszóban meghallotta Cziffra Györgyöt zongorázni. A Pianoforte értékes adalék a magyar kultúrtörténethez.

### Bridzs
A sors különös játéka, hogy Ferenczy György, a zongoraművész, az Európa-bajnok bridzsező, a bridzs elemeit is híres zongoratanárától, Thomán Istvántól sajátította el. Ferenczy a magyar bridzs egyik legjelentősebb egyénisége. A Fészek klub híres csapatában kezdett el a harmincas évek elején versenyszerűen játszani, és hamarosan stabil tagja lett a magyar válogatottnak. Ötszörös magyar bajnok, 1938-ban Oslóban tagja az Európa-bajnoki csapatnak, 1935 és 1936-ban pedig Európa-bajnoki ezüstérmes. Magyar bridzs válogatott azóta sem ért el ezekhez mérhető sikereket. A korabeli magyar bridzsversenyzők szavazatai alapján, bekerült a mindenkori legjobb három hazai bridzsező közé. Több újítás is fűződik nevéhez, így például a tankönyvekben is szereplő Ferenczy-Coup. Szellemes, kiválóan improvizáló és gyors játékosként tartották számon.
Ottlik Géza Ferenczyről mintázta világhírű, angol nyelven írt bridzskönyvének, az Adventures in Card Playsnek (Kalandos hajózás a bridzs ismeretlen vizein, Európa Kiadó, 1997) egyik központi alakját (George a zongorista). Ferenczy a háború után már nem vett részt a bridzséletben, az ötvenes években mégis rendszeres politikai támadásoknak volt kitéve bridzsezői múltja miatt. 1971–ben megkapta a magyar Bridzs Szövetségtől a Bridzs Örökös Mestere címet. A Bridzsélet több írásban is megemlékezett róla.

## Emlékére (a Ferenczy György zongoraversenyek)
2002-től évente kerül megrendezésre a Ferenczy Györgyről elnevezett országos középiskolai zongoraverseny, a Ferenczy Alapítvány és az alapító egykori Ferenczy tanítvány, Darska Izabella szervezésében. A verseny később nemzetközivé bővült. Évente, felváltva rendezik meg a hazai és a nemzetközi (utóbbit már Chopin elnevezéssel) versenyt. A verseny igen sikeres, az indulók száma 100-200 között mozog. 2002 óta 13 verseny indult, azóta számos díj került kiosztásra.
Ferenczy György fontos alakja a hazai kultúrtörténetnek. Polihisztor, mert jelentős művész, pedagógus, közéleti személyiség, író és világhírű bridzsező. Életének kutatásával még adós az utókor.

## Felvételek
- Qualiton, HLP SZK, 3502, 1957
- Qualiton, LPX3539, 1959
- Hungaroton, LPX 12395-96, Hungarian Artists, 1982
- Hungaroton, Scarlatti Szonáták, SLPX 12674-75, 1985 (közreműködő)
- Hungaroton, Pianists- Fifty years of Hungaroton, 2001 (közreműködő)
- Hungaroton, HCD 32 121, Great Hungarian Musicians, CD, 2002
- Válogatás Ferenczy György kiadatlan felvételeiből, CD, 2013

Továbbá, számos felvétel a Magyar és a Bécsi Rádióban.

## Díja
- Érdemes művész (1966)

## Rádióelőadások
- Ferenczy György: Thomán István, Liszt zongoraiskolájának folytatója (1972. márc. 27);
- Meixner Mihály: Mi a titka? (Ferenczy Györgyről, Kossuth Rádió);
- Hollós Máté: A múzeum örök jelenideje, Ferenczy György Chopint zongorázik (Bartók Rádió, 1994, dec. 15).